# Anthracoceros marchei
Il bucero di Palawan (Anthracoceros marchei Oustalet, 1885) è un uccello della famiglia dei Bucerotidi originario delle Filippine.

## Descrizione

### Dimensioni
Misura 55 cm di lunghezza, per un peso di 580-920 g nel maschio.

### Aspetto
Questo bucero di medie dimensioni ha un piumaggio quasi esclusivamente nero, ad eccezione della coda, che è bianca. Le parti superiori presentano dei riflessi verde scuro. Il maschio ha un casco e un becco di colore giallo-avorio chiaro, con una piccola macchia nera alla base della mandibola inferiore. La pelle nuda intorno all'occhio e sulla gola è bianca con una leggera sfumatura blu. L'iride bruno-rossastra è circondata da un anello orbitale nero.
La femmina è più piccola del maschio, ha il becco più piccolo e il casco che presenta una tinta grigiastra. I suoi occhi sono di colore grigio-marrone scuro. I giovani sono molto più piccoli degli adulti, hanno il becco più chiaro con la base grigia, l'iride di colore grigio scuro e sono privi dell'anello orbitale nero.

### Voce
I buceri di Palawan emettono una grande varietà di richiami rumorosi e rauchi, tra i quali un kaaww e un kreik-kreik udibili anche a grande distanza.

## Biologia
I buceri di Palawan vengono avvistati solo di rado. È possibile localizzarli per lo più grazie al fruscio che producono le loro ali e ai loro richiami rauchi. Non sono uccelli molto gregari e quando vanno in cerca di cibo vivono generalmente in piccoli gruppi. Pur essendo considerati sedentari, possono effettuare degli spostamenti locali quando le risorse alimentari vengono a mancare.

### Alimentazione
I buceri di Palawan si nutrono prevalentemente di frutta, ma anche insetti e piccole lucertole fanno parte della sua dieta. Quando sono in cerca di cibo questi uccelli di medie dimensioni perlustrano in piccoli gruppi tutti i livelli di vegetazione, dalla canopia fino al suolo.

### Riproduzione
Non possediamo dati specifici riguardanti la riproduzione. Tuttavia, il maschio è potenzialmente in grado di riprodursi nel mese di aprile. Un nido, all'interno della quale la femmina rimane rinchiusa con i nidiacei, è stato fotografato ad un'altezza di 20 metri nel tronco di un grande albero, ma chi ha scattato la foto non ha indicato né la data né la posizione.

## Distribuzione e habitat
Questi buceri sono endemici dell'arcipelago delle Filippine. Vivono più precisamente nelle isole Calamian (Busuanga, Calauit e Culion), a Palawan e a Balabac. Malgrado occupi un areale esteso su più isole, viene considerato una specie monotipica. Presenta legami di parentela piuttosto stretti con gli altri buceri del genere Anthracoceros quali il bucero orientale (A. albirostris) e il bucero coronato (A. coronatus).
I buceri di Palawan frequentano le foreste primarie e secondarie sempreverdi, ma visitano anche le paludi e le mangrovie. Talvolta possono essere visti anche nelle fattorie specializzate in colture di sussistenza. La specie si incontra dal livello del mare fino a 900 metri di altitudine.

## Conservazione
Secondo BirdLife International la popolazione totale è stimata tra 1500 e 7000 individui maturi. La specie è seriamente in diminuzione a causa della deforestazione nei terreni di pianura di Palawan e delle isole satelliti (ovvero Culion, Balabac e Busuanga). L'abbattimento degli alberi e le concessioni minerarie hanno pressoché distrutto le poche aree di foresta rimaste. Un'altra minaccia da non sottovalutare è anche la caccia per la carne e per il puro divertimento. I bracconieri razziano i nidi per prelevare i giovani esemplari, in quanto questa specie è sempre più apprezzata dai possessori di voliere. Essendo il suo areale particolarmente limitato (13.400 km²), il bucero di Palawan viene classificato come «vulnerabile» (Vulnerable). Sono necessarie ulteriori informazioni, in particolare sul comportamento riproduttivo, al fine di garantire una migliore protezione per questa specie, che è presente in almeno una decina di parchi e riserve.